# Itoplectis nigrithorax
Itoplectis nigrithorax är en stekelart som beskrevs av Dmitriy R. Kasparyan 2007. Itoplectis nigrithorax ingår i släktet Itoplectis och familjen brokparasitsteklar. Inga underarter finns listade i Catalogue of Life.